# General Medical Council
Pour les articles homonymes, voir GMC (homonymie).
Le General Medical Council (GMC) est l'ordre des médecins britannique. Il est présidé par Terence Stephenson (en), désigné en septembre 2014 et effectivement entré en fonction le 1er janvier 2015,.

## Histoire
Le GMC a été créé par le parlement britannique lors du Medical Act de 1858.

## Rôle
Le rôle du GMC est d'assurer la santé et la sécurité de la population en garantissant le respect d'un code de déontologie médicale. Il gère également la liste des médecins inscrits, ou annuaire médical, sur lequel tout médecin doit figurer pour être autorisé à exercer légalement au Royaume-Uni. Il établit la réglementation et les critères imposés aux écoles de médecine et assure une liaison internationale avec les organismes similaires, permettant parfois une reconnaissance mutuelle des diplômes.

## Activités et pouvoirs
La priorité du GMC est d'assurer la sécurité des patients. Entretenir la confiance du public vis-à-vis des médecins est aussi un élément crucial en santé publique car c'est une manière de s'assurer que les patients iront consulter et se faire traiter. Le GMC contrôle la liste des personnes habilitées à exercer la médecine, détermine les principes et valeurs que les médecins sont tenus de respecter, et peut intervenir lorsque ces derniers y contreviennent. Les pouvoirs du GMC sont stipulés dans la loi du pays, en particulier dans le Medical Act de 1983.
Le GMC est financé par des cotisations annuelles permettant aux médecins inscrits de conserver leur habilitation, ainsi que par les frais d'inscription aux examens. Les cotisations annuelles ont augmenté de manière importante ces dernières années : 290 £ en 2007, 390 £ en 2008, 410 £ en 2009, 420 £ en 2010 et 420 £ en 2011, avec une remise de 50 % pour les médecins gagnant moins de 26 000 £,.

### Inscription des médecins
Les médecins doivent figurer sur la liste du GMC afin de pouvoir exercer au Royaume-Uni. L'inscription auprès du GMC confère aux médecins un certain nombre de prérogatives et de devoirs. L'inscription peut être provisionnelle (à titre provisoire) ou complet. L'inscription provisionnelle est accordée aux individus diplômés d'une école ou faculté de médecine et ayant entamé leur première année de formation professionnelle (F1). L'enregistrement peut devenir complet et définitif au terme de cette première année. Auparavant (avant octobre 2007), un troisième type d'inscription, l'"inscription limitée", était accordée aux diplômés étrangers ayant réussi l'examen du Conseil d'évaluation professionnelle et linguistique (PLAB), et nécessitait, pour devenir complète, que soit accomplie une période de travail au Royaume-Uni. L'inscription limitée a été supprimée le 19 octobre 2007 et les diplômés étrangers peuvent depuis lors demander leur inscription soit provisoire, soit complète, en fonction de leur expérience professionnelle. Ils doivent cependant faire preuve d'une maîtrise de l'anglais répondant aux critères du GMC. Le GMC assure le déroulement de l'examen du Conseil d'évaluation professionnelle et linguistique, auquel doivent se soumettre tous les médecins étrangers hors Union européenne souhaitant exercer au Royaume-Uni.

### Déontologie
Le GMC établit les règles de déontologie que tous les médecins sont tenus de respecter. Ces règles servent également de référence lorsque le GMC doit se prononcer sur la compétence d'un médecin inscrit sur sa liste. Établie en 1995, cette déontologie a été révisée en novembre 2006 à la suite d'un processus de consultation étalé sur deux ans. Son contenu a été modifié pour insister sur le partenariat entre médecin et patient, l'un des nouveaux devoirs imposés aux médecins. Le GMC formule également des recommandations sur des sujets spécifiques touchant à l'éthique, tels que le traitement des patients mineurs, la prise en charge des patients en fin de vie et les conflits d'intérêts.

### Formation médicale
Le GMC contrôle la formation supérieure et professionnelle des médecins au Royaume-Uni. Il gère des programmes « d'assurance qualité » dans les écoles de médecines et des « doyennés » pour la formation post-universitaire, garantissant que les critères et objectifs sont correctement remplis.
En février 2008, le secrétaire d'État à la santé, Alan Johnson, accepta les recommandations du rapport Tooke suggérant une intégration du Conseil de formation médicale post-universitaire au sein du GMC. Tout en reconnaissant les accomplissements du Conseil, John Tooke conclut néanmoins que les moyens de contrôle devaient être réunis au sein d'un unique organisme capable de veiller au « continuum de la formation médicale », qui s'étend du choix de carrière à la retraite. L'intégration, qui eut lieu le 1er avril 2010, reçu un accueil favorable du Conseil et du GMC.

### Plaintes à l'encontre des médecins
Tout patient peut déposer une plainte auprès du GMC s'il doute de la compétence de son médecin. Il peut s'agir d'un médecin dont il estime que les connaissances sont dépassées, d'un médecin ayant profité de son statut ou encore d'un médecin ayant un problème de santé l'empêchant de travailler correctement. Selon la gravité de la situation, le GMC peut adresser un avertissement au médecin, limiter son droit d'exercer ou le radier complètement. Les résultats des délibérations sont disponibles sur le site du GMC.
Le GMC a lancé une consultation le 17 janvier 2011 afin d'améliorer le traitement des plaintes, en proposant un système plus rapide et plus équitable.

## Réforme
Depuis 2001, le GMC est responsable devant le Conseil pour l'excellence de la réglementation des soins (CHRE), qui contrôle l'activité du GMC et peut remettre en cause les verdicts qu'il considère comme trop indulgents.
En conformité avec la législation récente, le GMC a mis en place une réforme profonde de son organisation et de son rôle. Cette réforme est la conséquence d'une transformation importante de la société, mais aussi de scandales notoires tels que l'affaire Shipman.
Un des changements les plus récents est le remplacement du simple enregistrement des médecins par un processus de « revalidation », similaire au système utilisé aux États-Unis, où les médecins doivent régulièrement prouver leur développement professionnel et leurs compétences. Ce nouveau système est prévu pour 2012.

## Critiques

### Autorégulation et gestion des plaintes
Le GMC s'est attiré les critiques à la fois de la profession médicale, qui l'accuse de rendre des décisions trop sévères, et du public, qui le considère comme trop indulgent. Des demandes ont été faites pour mettre fin à l'autorégulation de la profession, mais un vote réalisé en 2000 a montré que 80 % des médecins souhaitaient conserver celle-ci, en réclamant toutefois de nombreuses réformes, telle que l'instauration du système de re-validation.
Plusieurs études ont également généré des inquiétudes en dénonçant un gestion des plaintes par le GMC semblant varier en fonction de l'origine des médecins, même s'il a été précisé que ces variations pouvaient également être soumises à d'autres facteurs.

### Enquête Shipman
Le GMC fut sévèrement critiqué par la juge Janet Smith lors de son enquête sur les questions soulevées par le procès du docteur Harold Shipman. « L'opportunisme a remplacé le sens du devoir » déclara-t-elle, affirmant que le GMC n'avait pas correctement effectué ses contrôles, notamment vis-à-vis des médecins les plus respectés.
En réponse au rapport Shipman, Liam Donaldson, médecin chargé de conseiller le gouvernement en la matière, rédigea un rapport intitulé Des médecins compétents pour une meilleure sécurité des patients, publié en 2006. Donaldson confirma l'existence de problèmes relatifs aux procédures de contrôle et autres fonctions du GMC. Dans son rapport, il expose que les plaintes sont gérées de manière aléatoire, et que le GMC place parfois les médecins dans une situation éprouvante pour des affaires bénignes tout en tolérant des pratiques douteuses dans d'autres cas. Il accuse le GMC « de manquer de transparence, de tolérer des pratiques ne respectant pas la déontologie et d'être guidé par les intérêts de la profession plutôt que par ceux des patients. » L'ancien président du GMC, Donald Irvine, recommanda de dissoudre le conseil et de choisir de nouveaux membres.